# Hinggan-Gebirge
Hinggan-Gebirge (chinesisch 興安嶺 / 兴安岭, Pinyin Xīng'ān Lǐng) ist ein Oberbegriff für drei sich im Nordosten der Inneren Mongolei und dem Norden der Provinz Heilongjiang in China erstreckende Gebirgszüge. Im Westen befindet sich das Große Hinggan-Gebirge (auch Großer Chingan, chinesisch 大興安嶺 / 大兴安岭, Pinyin Da Xing'an Ling), im Norden das Yilehuli-Gebirge  (chinesisch 伊勒呼里山, Pinyin Yilehuli Shan) und im Osten das Kleine Hinggan-Gebirge (auch Kleiner Chingan, chinesisch 小兴安岭, Pinyin Xiao Xing'an Ling genannt; teilweise in der russischen Oblast Amur, russisch Малый Хинган/Maly Chingan). Es ist eines der waldreichsten Gebiete der Volksrepublik China.
Darüber hinaus werden aus chinesischer Sicht auch das sich seit 1858 (Vertrag von Aigun) vollständig in Russland befindende Äußere Hinggan-Gebirge (Stanowoigebirge; von russisch Становой хребет, Stanowoi chrebet) und das sich seit 1860 (Pekinger Konvention) ebenfalls vollständig in Russland befindende Innere Hinggan-Gebirge (Sichote-Alin; russisch Сихотэ-Алинь) zu den Hinggan-Gebirgen gezählt.